# Welthauptstadt Germania

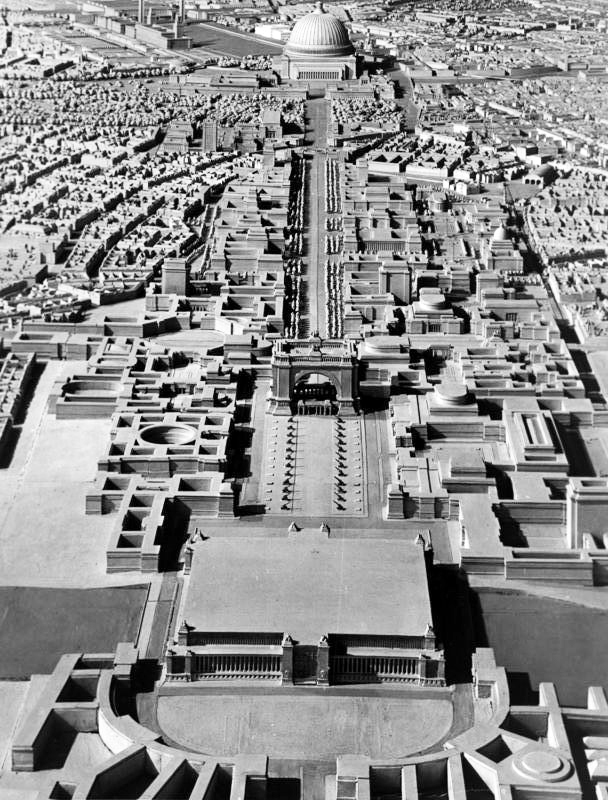
Albert Speers modell av Germania.

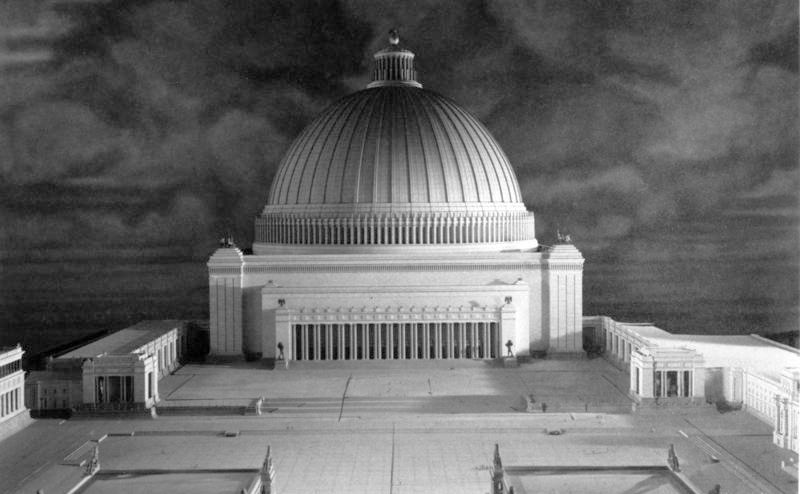
Speers modell av den tänkta Große Halle (Volkshalle) i Germania.

Welthauptstadt Germania, tyska för Världshuvudstaden Germania, var en stad som planerades ersätta Berlin, som ny huvudstad i Adolf Hitlers planerade "världsrike". Hitler ville genom diverse praktbyggnader omgestalta Berlin till en mer "värdig" huvudstad i hans framtida rike och namnet skulle ändras till Germania. Albert Speer var arkitekten bakom projektet som aldrig realiserades. Hitler, som själv var mycket intresserad av arkitektur, deltog ivrigt i Speers projekterande. Staden skulle genomkorsas av två axlar, en nord-sydlig och en öst-västlig huvudgata korsande varandra i mitten. Vid varje ände av axlarna skulle det ligga en flygplats, stadens många stationer skulle ersättas av två centralstationer. En motorväg skulle omge staden, som även skulle genomskäras av ringlinjer. Tillfartsvägar skulle stråla ut från centrum till motorvägen. Staden skulle bli världens största, med över 10 miljoner invånare.

## Begreppet "Welthauptstadt Germania"
Begreppet "Welthauptstadt Germania" etablerades i och med Albert Speers memoarer ("Erinnerungen") från 1969. Hitler själv använde begreppet inte på det sättet. 1942, när Tyskland nådde sina största militära framgångar, ska Hitler enligt Henry Picker ha sagt att Berlin ska heta Germania framöver. Vid ett annat tillfälle ska Hitler ha pratat om "Welthauptstadt", men tänkte sig Berlin mer som en metropol i ett "germanskt" storrike.

## Planerna för stadens centrum
Adolf Hitler och Albert Speer hade planer att göra en grundläggande omvandling av Berlin. Stora paradgator skulle ackompanjeras av monumentala byggnader. Enligt Hitler utvecklade han redan under fängelsetiden i Landsberg på 20-talet idéerna om en ny huvudstad. Skisserna presenterade han för arkitekten Albert Speer 1937. Speer utnämndes till Generalbauinspektor (de) och underställdes Hitler personligen i planeringarna för Germania som skulle vara klar år 1950. Två stora axlar, Nord-Süd-Achse (paradgatan från norr till söder) och Ost-West-Achse (paradgatan från öster till väster) var planerade, med en flygplats vid vardera änden. Till skillnad från Nord-Süd-Achse blev Ost-West-Achse verklighet, med rondellen Grosser Stern som pryddes med minnesmärket Siegessäule (som flyttades från platsen utanför riksdagshuset till Grosser Stern).

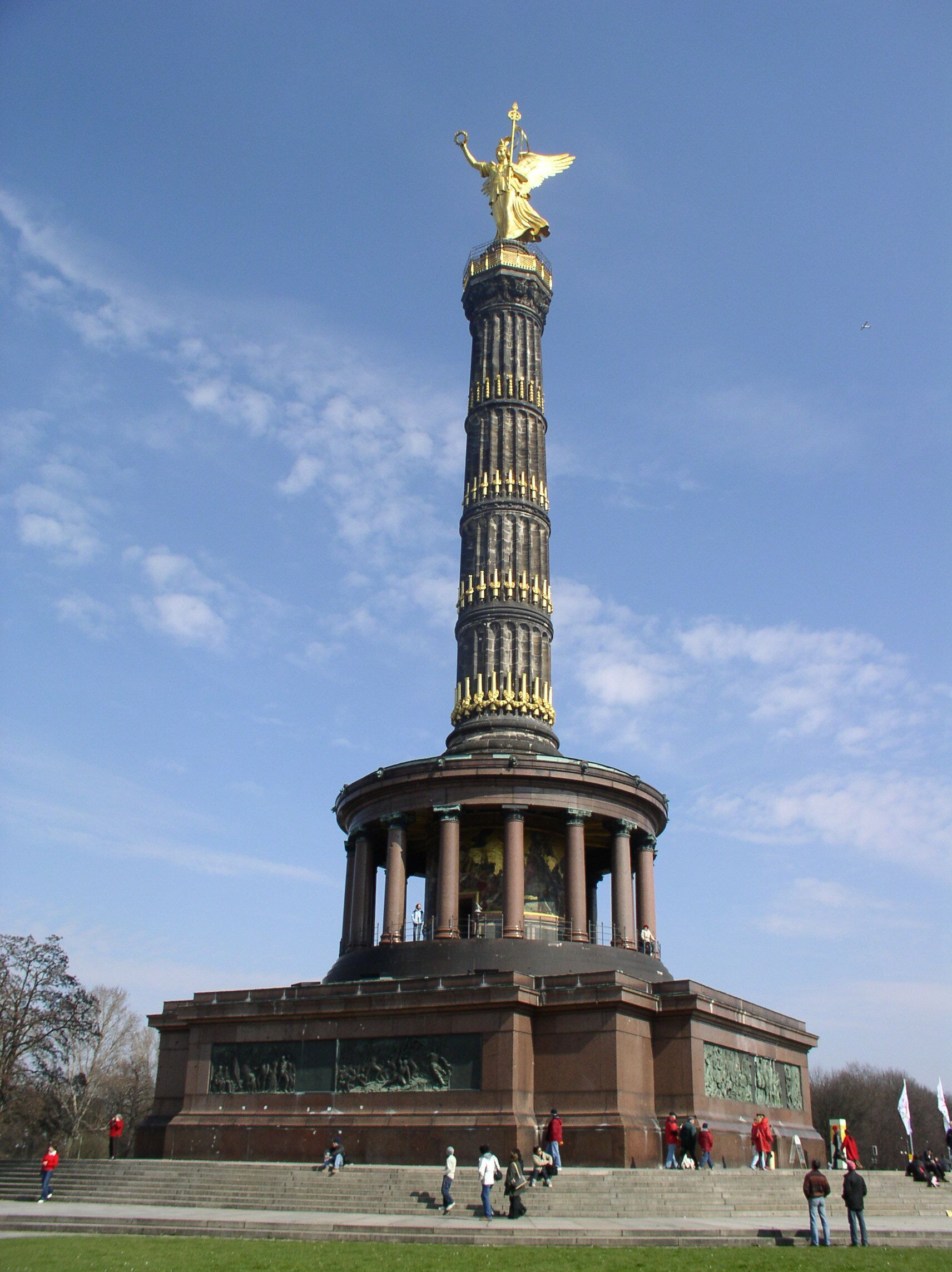
Siegessäule i Tiergarten.

Stadens centrum skulle både likna och överträffa Paris. En viktig del av den tänkta staden var Volkshalle med en höjd på 320 meter (i jämförelse har Globen i Stockholm en höjd på ca 85 meter), som skulle ge plats för 180 000 människor som Hitler skulle hålla tal inför. En annan viktig del var triumfbågen som skulle överträffa motsvarigheten i Paris flera gånger om och där namnen på alla tyska soldater som stupade under första världskriget skulle stå. Betydande mängder material kom från Sverige som exporterade drygt 5 000 kubikmeter sten till Tyskland fram till 1942. Som en del av nord-syd-axeln skulle det byggas en stor paradgata, Große Straße ("Stora gatan"), med Paris Champs-Élysées som förebild. Paradgatan skulle dras genom en 117 meter hög triumfbåge och sluta vid Volkshalle.
För att omgestalta centrumet hade man behövt omplacera cirka 100 000 människor. Kostnaden enbart för Volkshalle och triumfbågen beräknades till sex miljarder Reichsmark (ca 42 miljarder euro i 2023 års penningvärde, omkring 460 miljarder SEK utifrån växelkursen den 31/12 2023).
I och med de allierade bombangreppen under andra världskriget blev byggnadsprojekten nedprioriterade våren 1943.

## Brott mot mänskligheteten
70 000 judar vräktes för att göra plats för stadens ombyggnad (processen kallades för "Entmietung" ["avhyrning"]). Judarna fick först flytta till mindre lägenheter och hamnade så småningom i getton och koncentrationslägren respektive förintelselägren. Även arbetskraft från närliggande koncentrationsläger, bland annat Sachsenhausen, användes. Tiotusentals dog under byggandet. I Sachsenhausen skapades ett eget tegelbruk som skulle producera tegel för den nya huvudstaden. På grund av de omänskliga livsvillkoren blev tegelbruket lägrets "dödsfabrik".

## Spår av Germania i dagens Berlin

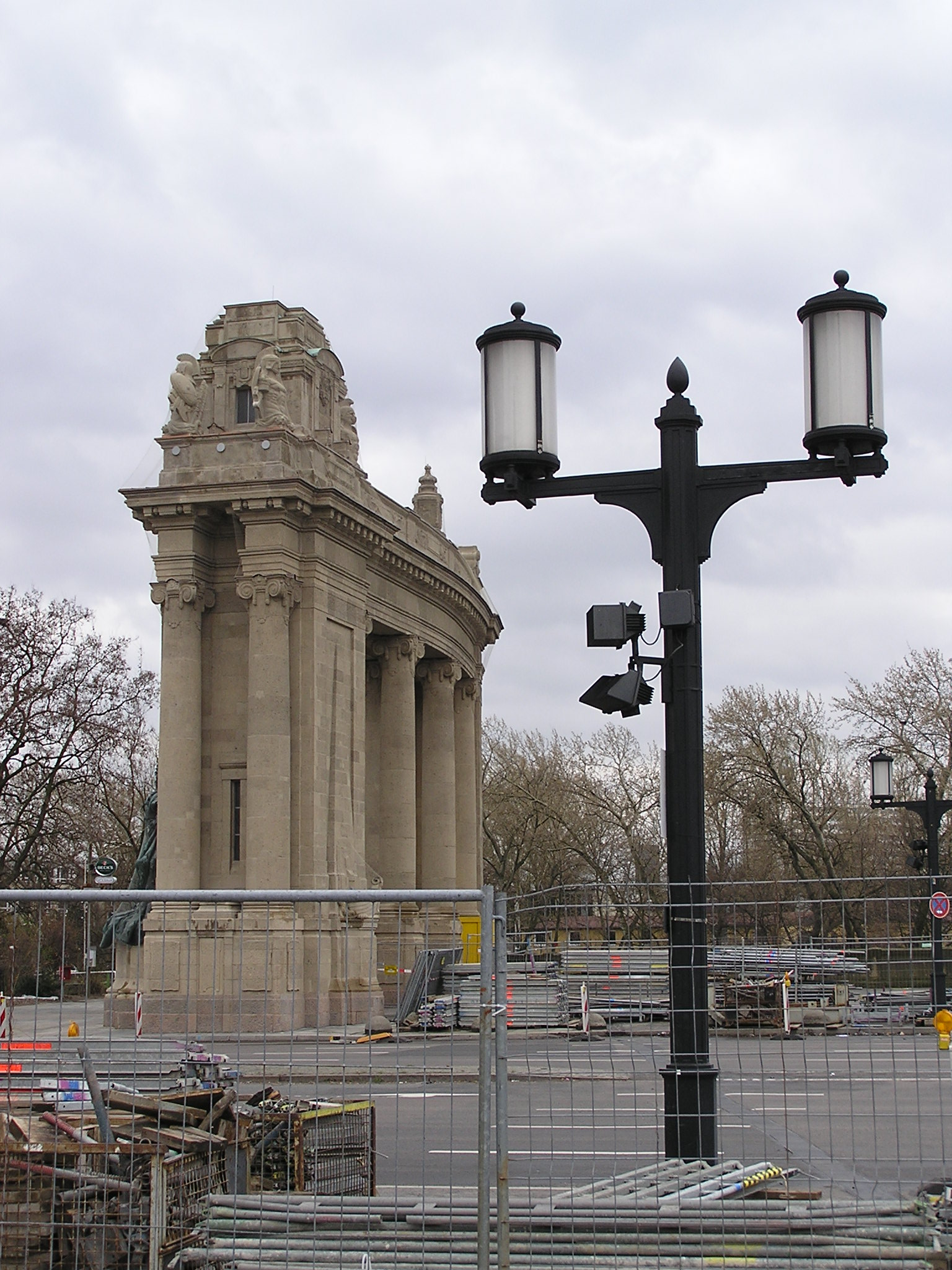
En Speerlykta vid Charlottenburger Tor.

Det finns fortfarande några spår kvar av Germania-planerna i Berlin. Die Ost-West-Achse genom parken Tiergarten planerades av Speer som en av Germanias paradgator och breddades kraftigt. Detta motsvarar idag gatorna Heerstraße, Bismarckstraße och Straße des 17. Juni. Även ett dussintal gatlyktor som står kvar på dessa gator konstruerades av Speer. Förflyttningen av Siegessäule från Riksdagen till rondellen Grosser Stern var också en del av förberedelserna för Germania. 
Den stora representationsbyggnaden Neue Reichskanzlei kostade omkring 90 miljoner riksmark (ca 620 miljoner € i 2023 års penningvärde, vilket motsvarade knappt 7 miljarder kronor utifrån växelkursen den 31/12 2023), men revs av den röda armén efter kriget. Det som finns kvar från Hitlers skrytbygge är ett värmeelement som senare användes i ett evangeliskt sjukhus och antagligen har den dyrbara marmorn från Neue Reichskanzlei använts i en tunnelbanestation. Mer osäkert är påståendet att materialet skulle använts för att bygga sovjetiska minnesmärken vid Treptower Park och i Tiergarten. Det har ofta påståtts att den närbelägna tunnelbanestationen Mohrenstraße är dekorerad med marmor från nya rikskansliet. Detta påstående har senare visat sig vara en vandringssägen, dokument från sommaren 1950 visar att materialet kom från Saalburg i Thüringen.
På General-Pape-Strasse i Schöneberg finns Schwerbelastungskörper kvar som skulle testa om marken i Berlin var kapabel att bära de stora byggnaderna. Andra spår av planerna för Germania är den numera rivna Deutschlandhalle, flygplatsen Tempelhof och förvaltningsbyggnader på Fehrbelliner Strasse.

## Utställning
Idag finns utställningen Mythos Germania – Vision und Verbrechen på tunnelbanestationen Gesundbrunnen där man kan se en modell över Germanias planerade stadscentrum samt information om olika aspekter kring den tänkta staden. Modellen användes i filmen Undergången – Hitler och Tredje rikets fall från 2004.